# Shunas Reise
Shunas Reise (japanisch シュナの旅 Shuna no Tabi) ist ein Manga des japanischen Autors und Zeichners Hayao Miyazaki. Die Geschichte erschien 1983 in Japan und 2023 auf Deutsch. Sie erzählt von der Reise eines Prinzen durch eine feindselige Welt in das Land der Göttermenschen, um seinem armen Volk die Samen des goldenen Korns zu bringen. Inspiriert wurde der Manga vom tibetischen Märchen Der Prinz, der sich in einen Hund verwandelte.

## Handlung
In einem abgelegenen Tal befindet sich ein kleiner und armer Feudalstaat. Als dessen Prinz Shuna eines Tages einen Reisenden findet, erzählt dieser ihm kurz vor seinem Tod von goldenem Korn und gibt ihm einige Körner davon. Sie sind viel größer als die im Tal angebauten, aber unfruchtbar. Die Pflanze soll aus dem fernen Westen kommen. Obwohl die Älteren ihn abhalten wollen, macht Shuna sich auf, um die Samen zu finden und seinem Volk zu bringen. Mit seinem Reittier auf der Reise durch das fremde, feindselige Land trifft er Menschenjäger und Kannibalen. In einer Stadt sieht er, wie Menschen gehandelt werden. Und er findet erneut das Korn, das die Händler für die Sklaven einkaufen – von den Göttermenschen im Westen, wo der Mond untergehe. Shuna befreit zwei Mädchen aus den Händen der Menschenhändler, die ihm zuvor zum Kauf angeboten wurden und deren ältere ihm einen guten Rat gab. Gemeinsam reisen sie zu den Göttermenschen.
Als das Land der Göttermenschen schon in Sicht ist, trennen sich die Wege Shunas und der Mädchen. Er schickt sie nach Norden, während er die Klippe und das Meer überwindet, um sein Ziel zu erreichen. Im Wald des Landes der Göttermenschen trifft er auf ungewöhnliche Tiere und dann riesenhafte Wesen, die an ihm vorbei in ihren Tod gehen. Schließlich gelangt er zu einem riesigen Gebäude, umgeben von Äckern. Er beobachtet, wie der „Mond“, eine Art Fluggerät, Menschen in das Gebäude abwirft und daraufhin die Wesen herauskommen und die Äcker bestellen, auf denen in großer Geschwindigkeit das goldene Korn wächst. Da greift er sich eine Ähre und flieht, da im selben Moment die Wesen schreien und ihn eine Stimme aufruft einzuhalten. Nach langer Zeit kommt Shuna abgemagert und zerrissen im Bergdorf an, in dem das Mädchen Thea mit ihrer Schwester Zuflucht gefunden hat. Sie verstecken ihn vor den misstrauischen Dörflern und päppeln ihn wieder auf. Doch Shuna hat alles vergessen; sogar zu sprechen hat er verlernt. Sie säen das Korn, hegen und schützen die Pflanzen und als sie die erste Ernte einfahren, kehren Shunas Stimme und sein Gedächtnis zurück. Als Thea mit einem Mann aus dem Dorf verheiratet werden soll, will sie nur den akzeptieren, der Shunas Reittier bändigen kann. So tritt Shuna vor die Dorfgemeinschaft, kann als Einziger die Bedingung erfüllen und wird ihr Mann. Nach einer zweiten Ernte machen sie sich mit der Saat auf in Shunas Heimat.

## Entstehung und Veröffentlichung
Die Geschichte basiert auf dem tibetischen Märchen Der Prinz, der sich in einen Hund verwandelte. In diesem begibt sich ein Prinz eines armen Landes auf die Reise, um für sein Volk Gerstensamen vom Schlangenkönig zu stehlen, der ihn zur Strafe in einen Hund verwandelt. Miyazaki wollte das Märchen schon länger als Film umsetzen, fand dafür aber keine Unterstützer. Schließlich kam der Verlag Tokuma Shoten auf ihn zu, es mit Bildern illustriert als Buch herauszubringen. Zu dieser Zeit hatte Miyazaki mehrere Ideen entwickelt, die er umzusetzen suchte. Die Grundstruktur des Märchens behielt Miyazaki bei, bettete es aber in ein Narrativ zu Sklaverei und über die Entfremdung des Menschen von der Natur ein. Thea nimmt eine deutlich aktivere Rolle ein als die Frau in der Vorlage. Die Geschichte wird in wenigen Bildern je Seite erzählt, die in aquarellierten Pastelltönen mit einer deutlichen Dominanz von Blau und Rosa gestaltet sind. Es gibt kaum Sprechblasen, sondern meist nur Blocktext neben den Bildern. Die Form ist für Manga untypisch und lässt sich den emonogatari, den japanischen Bildergeschichten, zuordnen.
Der Manga erschien erstmals am 15. Juni 1983 bei Tokuma Shoten in Japan. Bis 2022 erschienen keine Übersetzungen. Im September 2023 erschien eine deutsche Fassung bei Reprodukt. Die Übersetzung stammt von Nora Bierich. Eine englische Fassung wurde 2022 von First Second Books herausgegeben.
Am 2. Mai 1987 wurde von NHK-FM ein 60-minütiges Hörspiel auf Grundlage der Geschichte gesendet. Die Hauptrolle sprach Yōji Matsuda.

## Einordnung in das Werk Miyazakis
Thea sei mit ihrer aktiven Rolle eine typische Heldin für Miyazaki, so Alex Dudok de Wit. Der Held Shuna sei edel, aber auch eigensinnig und stolz. Seine Reise tritt er an, um seinen Mitmenschen zu helfen, aber gegen deren Rat und ohne eine anlassgebende Krise, wie in späteren Geschichten Miyazakis, sondern wegen des Versprechens auf ein leichteres Leben. Das Werk zeige deutlich wie kein anderes die Einflüsse der Kulturen Asiens auf Miyazaki. So sehe man Statuen, die an die Buddha-Statuen von Bamiyan erinnern, und eine Stadt, die Chiwa ähnelt. Darüber hinaus sind Einflüsse aus den Erdsee-Romanen erkennbar, an deren letztlich nicht umgesetzter Adaption Miyazaki zuvor gearbeitet hatte. Weitere Einflüsse sind die Landschaften, die an Miyazakis früheres Werk Sabaku no Tami erinnern. Der auf einem Elch-artigen Tier – einem Jakkul – reitende Protagonist, die weise alte Frau und die Banditen seien dem Film Die Schneekönigin (1957) entlehnt, so Raz Greenberg. Das Werk ist insofern außergewöhnlich für Miyazaki, als er keine andere für sich alleinstehende Bildergeschichte geschaffen hat.
Motive, Landschaften und Figuren des Mangas lassen sich in mehreren der späteren Werke Miyazakis finden, insbesondere in dem etwa zur gleichen Zeit begonnenen Nausicaä aus dem Tal der Winde, das in einer sehr ähnlichen Welt spielt und dessen Hauptfigur Thea ähnelt. Auch der Film Die Chroniken von Erdsee von 2006, bei dem Hayao Miyazakis Sohn Regie führte, greift einige Elemente von Shunas Reise auf. Handlung und Ambiente spiegeln sich auch in Prinzessin Mononoke wieder, in dem ebenfalls ein Prinz in ein fremdes Land reist. Sein Reittier ist das gleiche wie Shunas. In Mononoke ist die Geschichte aber weiter gereift: Der Held reist nicht, um zurückzukehren und sein Volk zu retten, sondern um sich selbst von einem Fluch zu befreien und nie zurückzukehren. Das verbotene und verborgene Land, das von riesenhaften Wesen bevölkert wird, findet sich im Film Das Schloss im Himmel wieder. Die kleine Schwester von Thea zeigt Ähnlichkeit zu Mei aus Mein Nachbar Totoro.

## Rezeption
Die englische Ausgabe wurde 2023 mit dem Eisner Award für die beste Ausgabe eines asiatischen Buches ausgezeichnet. Im gleichen Jahr wurde diese Fassung für den Harvey Award nominiert. Ebenfalls 2023 erhielt der Manga eine Nominierung für den Preis des Festival International de la Bande Dessinée d’Angoulême für Werke mit ökologischen Themen.
Der Manga führe „das zeichnerische Können des japanischen Animationsfilmers vor Augen, lässt aber die Komplexität seiner späteren Arbeiten vermissen“, so Lars von Törne im Tagesspiegel. Der Inspiration, dem tibetanischen Märchen, verlieh Miyazaki mehr Spannung und Tiefe, schrieb Christoph Haas in der Tageszeitung. „Die zauberhaft-verwunschene Atmosphäre, die dem Band zu eigen ist und einen von Seite zu Seite mehr gefangen nimmt, verdankt sich dieser Kolorierung, aber auch der freien Erzählweise Miyazakis. Sie erklärt nicht alles, was geschieht, sondern lässt das Wunderbare gerne unangetastet bestehen.“ Die deutsche Fanzeitschrift Funime beschreibt das Werk als „Mischung aus Manga, Kinderbuch und illustrierter Kurzgeschichte.“ „Dominierendes Element sind […] die wunderschönen, detaillierten Farbillustrationen“. „Fazit: Eine schöne Geschichte, graphisch beeindruckend umgesetzt, und animehistorisch ausgesprochen bedeutungsvoll“.
Das Buch erzähle eine wunderschöne Geschichte, die „knapp, sparsam und klar“ erzählt werde, so Alex Dudok de Wit. Die Sprache sei einfach wie die einer Fabel, aber Fans könnten „denselben kräftigen, ambivalenten Puls“ spüren, den sie aus anderen Werken Miyazakis kennen. Laut Raz Greenberg ist die Geschichte nicht sehr ausgeklügelt, aber wunderschön umgesetzt mit Nuancen, die jedem Handlungsort seine eigene Atmosphäre geben.